# 泥染め
泥染め（どろぞめ）とは、泥を媒染材とした繊維の染色技法。染料に含まれるタンニンと泥の中の鉄分が反応して発色するものであり、泥染めの技法を用いたものとして大島紬やボゴランフィニなどがある。

## 概要
媒染材として鉄分を含む泥を用いるものであり、染料で下染めした糸・布に泥を擦りつけたり、泥水に漬け込むことで泥に含まれる鉄分が繊維に浸透し、染料に含まれるタンニンと反応して黒色系に発色する。世界各地、金気水が湧出する場所で古くから用いられてきた技法である。
下染め用の染料の原料には、シャリンバイの樹皮などタンニンを多く含む植物材料が用いられる。

## 産地
日本では、奄美大島の大島紬、久米島の久米島紬、八丈島の黄八丈が有名であり、石川県や滋賀県にも泥染めの技法を用いた伝統織物がある。大島紬や久米島紬ではシャリンバイやフクギの樹皮、黄八丈はシイの樹皮を下染め用の染料材料としている。
西アフリカにも泥染めの文化が残っており、マリ共和国のバンバラ族の泥染布（ボゴランフィニ）が有名である。ボゴランフィニは、下染めした布を泥に浸して全体を発色させるだけではなく、絵付けをするように泥を塗って文様を描くことが特徴である。